# Elk Grove Village
Elk Grove Village est un village situé dans la banlieue de Chicago, dans l'État de l'Illinois aux États-Unis. Elle partage ses frontières municipales avec la ville de Chicago au nord-ouest près de l'aéroport international O'Hare.
L'artiste Billy Corgan est né dans la commune en 1967.